# Maytenus macrocarpa
Maytenus macrocarpa là một loài thực vật có hoa trong họ Dây gối. Loài này được (Ruiz & Pav.) Briq. mô tả khoa học đầu tiên năm 1919.